# Iglesia de San Saturnino del castillo de Llordá
La iglesia de San Sadurní del Castillo de Llordá era una iglesia románica perteneciente al castillo de Llordá, del término municipal de Isona y Conca Dellá, dentro del antiguo municipio de Isona.
Sus ruinas están situadas en el recinto inferior del castillo, al lado de levante. Fue, además de capilla del castillo, sede de una canónica y, posiblemente, parroquia del pueblo de Llordá, cuando éste estaba en el amplio espacio que hay a ras de los restos de la iglesia, a poniente suyo, antes de trasladarse al lugar que ocupa ahora este pueblo.
A finales del 2008 estaba previsto empezar la cuarta fase de excavaciones y restauración del castillo de Llordá, que afectaría también a esta iglesia.

## Historia
Consagrada el 6 de julio de 1085 por Bernat Guillem, obispo de Urgel, Jaime Caresmar, ilustrado de la segunda mitad del siglo XVIII en cita un acta anterior, del 1040, que no se encuentra en la actualidad. Sin embargo, en otros documentos anteriores ya aparece mencionada, esta iglesia: 1009, 1031, 1071, 1077. Precisamente este año fue el de la muerte de su posible fundador: Arnal Mir de Tost, señor de Llordà.

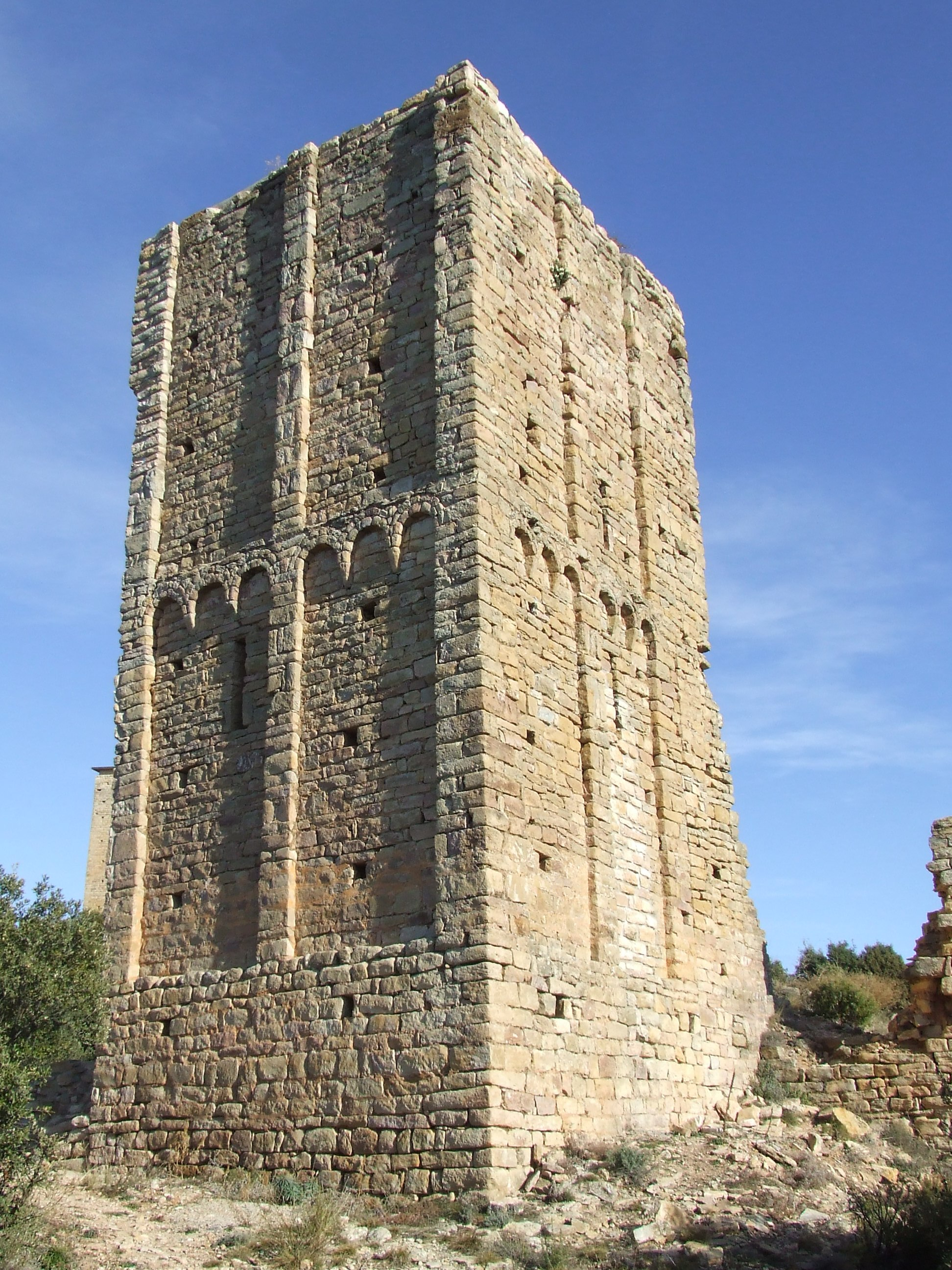
El campanario de la iglesia de San Sadurní.

Con este fallecimiento empezaron los litigios sobre San Sadurní: el monasterio de San Pedro de Áger reclamó la posesión, que constaba en el testamento de Arnau Mir de Tost, y San Sadurní del Castillo de Llordá, erigida parroquia en 1085, fue devuelta al dominio de Ager. A finales del siglo XI se estableció en esta iglesia una comunidad de canónigos, quien intentó el retorno de la canónica al dominio episcopal de Urgel, a través de la comunidad de canónigos de la Seo de Urgel. Resuelto el litigio en contra de los intereses del obispo, San Sadurní regresó al dominio de Sant Pere de Ager, y la comunidad de canónigos se desplazó a la Iglesia de Santa María de Covet, que era una posesión del obispado de Urgel.
San Sadurní del Castillo de Llordá actuó durante un tiempo como parroquia del pueblo de Llordá, pero con el desplazamiento del pueblo hacia el suroeste del castillo, sufrió la misma decadencia que el resto del castillo, hasta que recibió el golpe definitivo de la desamortización, que significó la ruina total de la antigua canónica.

## Descripción

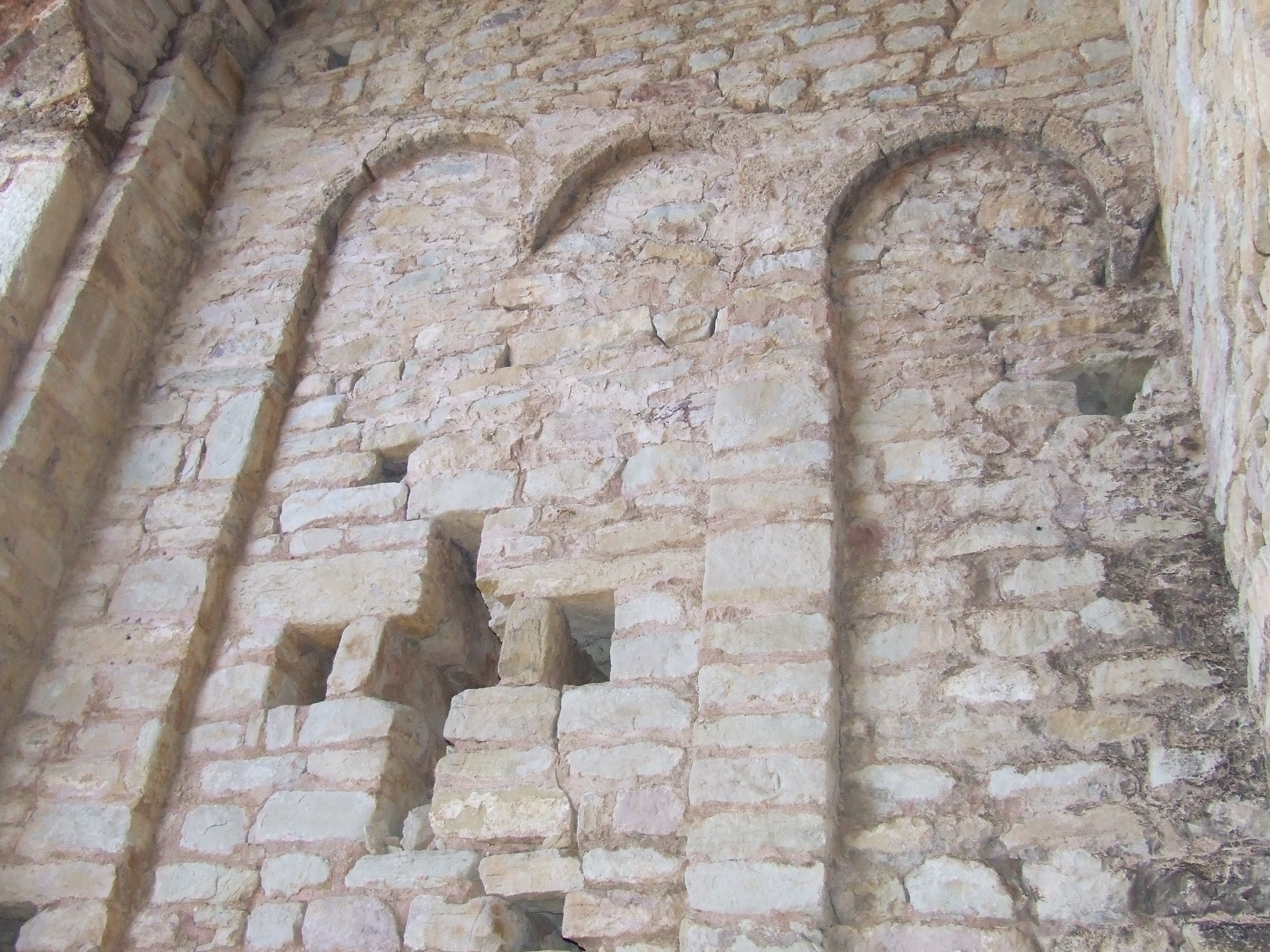
Ornamentación del interior del campanario.

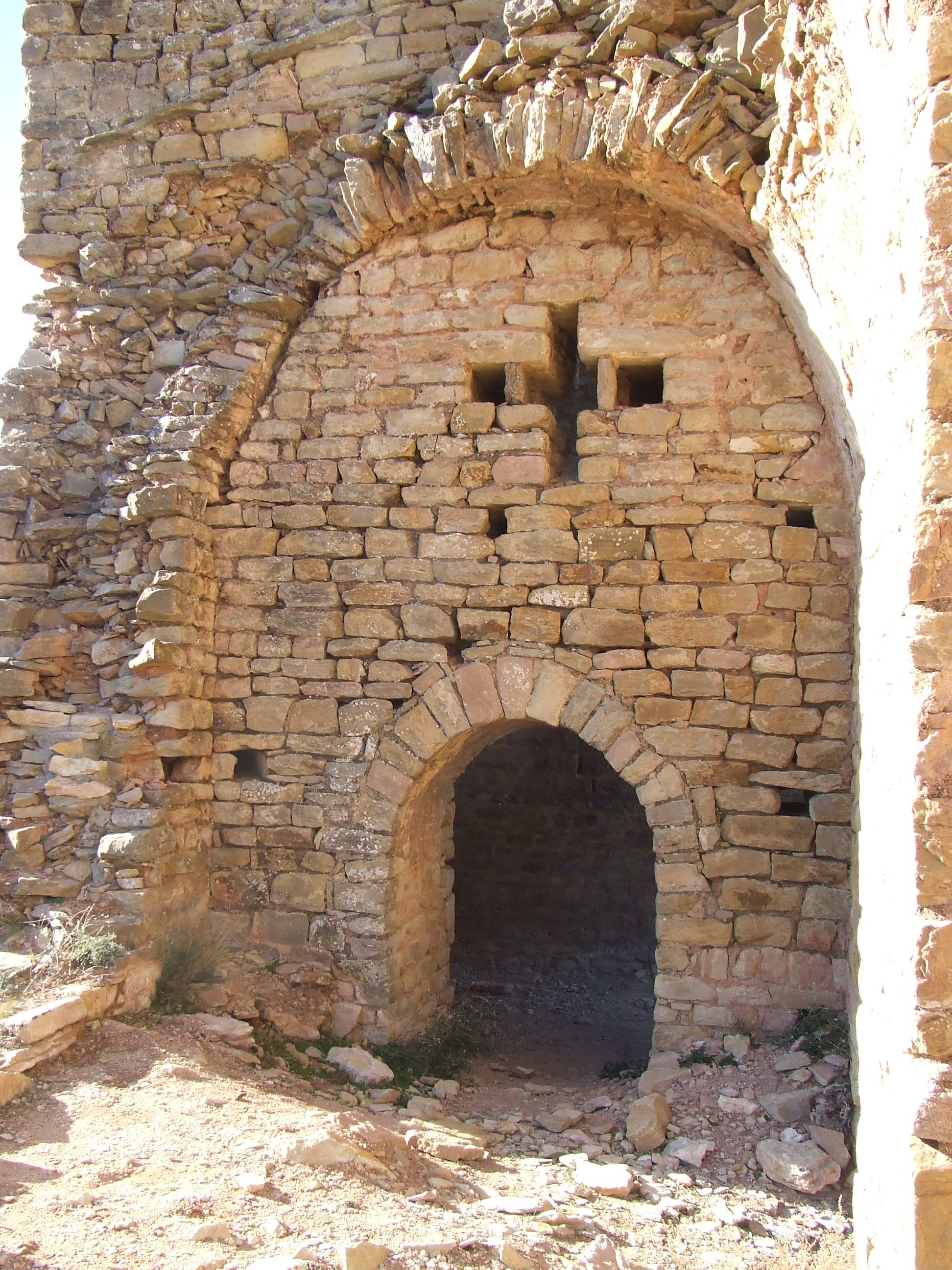
Paso desde la nave de la iglesia al campanario.

Antes de comenzar la intervención en esta canónica, la iglesia muestra poco de su antiguo esplendor: la parte baja de la torre del campanario, algunos fragmentos de los muros, entre ellos el de separación de las naves principal y sur, con dos arcos formeros y los pilares de los arcos torales de la bóveda central, el del ábside y el de la fachada meridional.
El templo era de tres naves, con la central más larga que las laterales, encabezada por tres ábsides semicirculares. Es un modelo constructivo muy primitivo, que remite a iglesias del siglo X, como la de San Miguel de Cuixá.
El campanario, de torre, está en el ángulo sureste de la iglesia, y presenta al exterior una vistosa ornamentación en arcadas lombardas separadas en grupos de tres por lesenas, como es habitual en iglesias del siglo XI.
Debajo de la iglesia, al pie del risco que limita por levante, están unos restos de una construcción cuadrada, de la que no se sabe nada, pero que, por el aparato con el que está construida, es contemporánea de la iglesia de San Sadurní del Castillo de Llordá.